# Sallagriffon
Sallagriffon település Franciaországban, Alpes-Maritimes megyében. Lakosainak száma 47 fő (2022. január 1.). Sallagriffon La Rochette, Saint-Pierre, Aiglun, Collongues, Cuébris, Les Mujouls és Sigale községekkel határos.

## Népesség
A település népessége az elmúlt években az alábbi módon változott:
| Lakosok száma | 26   | 47   | 47   | 53   | 44   | 45   | 49   | 48   | 48   | 47   |
|               | 1968 | 1982 | 1990 | 2006 | 2013 | 2015 | 2017 | 2019 | 2020 | 2022 |